# トーキョー製麺所
『トーキョー製麺所』（トーキョーせいめんじょ）は、2021年9月8日から10月13日までTBSテレビ系「ドラマイズム」枠で放送されたテレビドラマ。主演は連続ドラマ初主演となる吉野北人（THE RAMPAGE from EXILE TRIBE）。

## 概要
讃岐うどん専門店「丸亀製麺」の全面協力のもと、様々な問題を抱えて窮地に陥っているうどんチェーン「トーキョー製麺所」の危機を救おうと奮闘する5人の店員たちの姿を描く。なお、出演者全員が「丸亀製麺」でトレーニングを受けて撮影に臨み、実際の店舗や道具を使用する。本編で使用される麺は「丸亀製麺」監修。

## キャスト

### トーキョー製麺所
赤松幸太郎 〈27〉
演 - 吉野北人（THE RAMPAGE from EXILE TRIBE）
店長。以前は親会社でホテルマンをしていた。
青井春翔 〈29〉
演 - 栁俊太郎
バイトリーダー。
緑川義雄 〈21〉
演 - 奥野壮
学生アルバイトで洗い場担当。
桃田凛 〈22〉
演 - 秋田汐梨
女子大生アルバイトでレジ担当。
黄本節子 〈46〉
演 - 江上敬子（ニッチェ）
パート店員でバツイチの子持ち。店ではうどんの釜上げを担当。

### ゲスト

#### 第壱話
筧和人
演 - 山中崇
トーキョー製麺所の常連客。
小久保真由
演 - 岡本夏美
筧の部下であり、営業マン。
黒石佐江
演 - 高月彩良（第参話、第伍話、最終話）
白越グランドホテルのホテルマン。赤松のかつての同僚であり、同期。

#### 第参話
釜本玉子
演 - 奥山かずさ
「トーキョー製麺所」で釜玉うどんを注文する常連客。

#### 第肆話
黄本翔
演 - 池田優斗
「トーキョー製麺所」のパート従業員・黄本の息子。
吉成紀子
演 - 三戸なつめ
父親とともに釜揚げうどんを注文していた常連客。
湯高
演 - 陣（THE RAMPAGE from EXILE TRIBE）
ホテルマン時代の赤松の後輩。
焼村
演 - 持田将史（s**t kingz）
メニューにない焼うどんを注文する客。

#### 第伍話
リポーター
演 - 横澤夏子
麺特集番組のリポーター。
カメラマン
演 - 米本学仁
麺特集番組のカメラマン。

#### 最終話
白越健
演 - 尾美としのり
トーキョー製麺所の親会社である白越ホールディングスの会長。
茶島
演 - イアン・ムーア
白越ホールディングスの幹部。日本語が堪能。

## スタッフ
- 監督 - 近藤啓介
- 脚本 - 宮本武史、下亜友美、木内悠介
- プロデューサー -上浦侑奈、木内悠介、梶原富治、田村豊
- OP主題歌 - GOOD ON THE REEL「SUNRISE」（lawl records）[8]
- ED主題歌 - THE RAMPAGE from EXILE TRIBE「OFF THE WALL」（rhythm zone）[9]
- 特別協力 - 丸亀製麺
- 撮影 - 丸亀製麺川口上青木店
- 制作プロダクション - ROBOT
- 製作 - 「トーキョー製麵所」製作委員会、毎日放送

## 放送日程
| 話数   | 放送日   | サブタイトル     | 脚本     |
| ------ | -------- | ---------------- | -------- |
| 第壱話 | 09月08日 | ぶっ革命うどん   | 宮本武史 |
| 第弐話 | 09月15日 | もとカレーうどん | 下亜友美 |
| 第参話 | 09月22日 | メンチ勝つうどん | 宮本武史 |
| 第肆話 | 09月29日 | 釜ママうどん     | 木内悠介 |
| 第伍話 | 10月06日 | 書き上げうどん   | 宮本武史 |
| 最終話 | 10月13日 | 幕下ろしうどん   | 宮本武史 |

### ネット局
| 放送期間                  | 放送時間                     | 放送局     | 対象地域   | 備考   |
| ------------------------- | ---------------------------- | ---------- | ---------- | ------ |
| 2021年9月8日 - 10月13日   | 水曜 0:59 - 1:29（火曜深夜） | 毎日放送   | 近畿広域圏 | 製作局 |
|                           | 水曜 1:28 - 1:58（火曜深夜） | TBS        | 関東広域圏 |        |
| 2021年10月3日 - 11月7日   | 日曜 1:28 - 1:58（土曜深夜） | テレビ高知 | 高知県     |        |
| 2021年10月13日 - 11月17日 | 水曜 0:56 - 1:26（火曜深夜） | 宮崎放送   | 宮崎県     |        |